# Zimska univerzijada 1968.
V. Zimska univerzijada održana je u austrijskom Innsbrucku od 21. do 28. siječnja 1968. godine. U sedam sportova sudjelovalo je 589 natjecatelja iz 26 država. 